# NA-1001
La NA-1001 es una carretera que une la GI-2637 (Cegama, Guipúzcoa) con la NA-1000 (Alsasua, Navarra).

## Recorrido
| Denominación | Kilómetro | Salida | Carretera | Dirección                     |
| ------------ | --------- | ------ | --------- | ----------------------------- |
| NA-1001      | 0         |        | NA-1000   | San Sebastián Pamplona Burgos |
| NA-1001      | 0         |        | GI-2637   | Cegama Idiazábal              |